# Lazeric Jones
Lazeric Deleon Jones (Chicago, Illinois, 11 de agosto de 1990) es un jugador de baloncesto estadounidense, que actualmente se encuentra sin equipo.

## Carrera
Jones ha jugado sus tres primeras temporadas como profesional en Europa, Rishon, KAOD y en Olaj.
En 2015, abandona Europa para jugar la D-League en las filas del Iowa Energy, donde tiene un papel destacado, con 15.5 puntos y 4.5 asistencias por partido.
En enero de 2016, El Karsiyaka ha llegado a un acuerdo con el base hasta el final de la temporada.
El 11 de enero de 2021, firma por el Medi Bayreuth de la Basketball Bundesliga.
En la temporada 2021-22, firma por el Nizhni Nóvgorod de la VTB United League.
El 1 de enero de 2022, firma por el ESSM Le Portel del Ligue Nationale de Basket-ball.